# 默朗木小会
默朗木小会（又叫传小召）是藏传佛教格鲁派寺院重要的节庆之一。举办期间有三千喇嘛参加，达赖喇嘛有时会下山一次，赴大昭寺念经。

## 舉行日期和地點
默朗木小会在每年的二月二十九日和三十日在中国大昭寺举行。

## 過程
每年二月三十日，会举行赛宝会，僧众与官员手持宝物和法器，绕八廓街，以显示佛可聚集一切美好的东西。同时布达拉宫举办晒佛，人们从四面八方起来瞻礼。法乐、法器纷纷吹奏，伴随悠扬的音乐下，三十丈的佛像自布达拉宫屋顶展到山根，见此景象的僧俗都震颤不已，虔诚地跪拜。

## 另見
- 默朗木祈願大法會